# 曹永植
曹永植，中國清朝官員，籍貫不詳。任台灣府笨港縣丞。乾隆三十四年（1769年），曹永植接替被彈劾的前任陶浚，短暫擔任諸羅縣知縣。